# Leiba Kacs
Leiba Kacs (auch Leib Katz; * 15. Apriljul. / 28. April 1912greg. in Riga; † 17. November 1989 ebenda) war ein lettischer Fußballtorhüter.

## Karriere und Leben
Leiba Kacs, dessen Vorname manchmal auch als Leib oder Leibe geschrieben wurde, kam im Jahr 1912 in Riga in die Familie des Kaufmanns David Kacs (1880–?) und seiner Frau Ita (geb. Wischnewsky, 1885–?) zur Welt. Er war verheiratet mit Regina (geb. Lipschitz). Er hatte zwei Brüder – den Zwillingsbruder Villijs (auch Wulf genannt, 1912–1941) und den älteren Bruder Josef (1910–1983). Villijs war ebenfalls als Fußballspieler aktiv und lettischer Nationalspieler, während Josef sich mit Boxen beschäftigte und zu Sowjetzeiten Chef des Boxverbandes in der Lettischen SSR war.
Kacs spielte in seiner Fußballkarriere als Torhüter und galt als einer der besten Spieler auf dieser Position in den 1930er Jahren in Lettland. Er begann seine Karriere 1926 als Jugendspieler bei Makkabi Riga und wechselte 1932 innerhalb seiner Geburtsstadt zu Hakoah Riga. Mit Hakoah stieg er in seinem ersten Jahr in die Virslīga, der höchsten lettischen Spielklasse auf. Nach den Saisons 1933 und 1934 wechselte Kacs 1935 nach Österreich zum SC Hakoah Wien, bei dem er in der Rückrunde der Saison 1934/35 im Tor zum Einsatz kam. Sein Debüt gab er am 7. April 1935 im Spiel gegen den Floridsdorfer AC in der Österreichischen Meisterschaft das 1:1 endete. Kacs bestritt insgesamt 7 Ligaspiele und verhalf Hakoah außerdem bei 3 Einsätzen zum Einzug ins Halbfinale des österreichischen Pokals. Kacs war neben Arvīds Jurgens (FK Austria Wien) und Iļja Vestermans (SC Hakoah Wien) einer von drei lettischen Fußballspielern, die vor dem Zweiten Weltkrieg in Österreich spielten. Nach seiner Rückkehr aus Wien hütete Kacs ab 1936 erneut das Tor von Hakoah Riga. Drei Jahre später beendete Kacs seine Karriere als Spieler und war in der zweiten Hälfte der 1940er Jahre als Torwarttrainer bei Dinamo Riga tätig.
In den Jahren der deutschen Besatzung im Zweiten Weltkrieg soll Kacs sich versteckt in Riga aufgehalten haben, genauere Informationen fehlen jedoch, man weiß lediglich, dass er eine Zeit lang bei dem lettischen Leichtathleten Artūrs Motmillers Zuflucht fand und den Krieg überlebte. Vor dem Krieg war Kacs als Verkäufer tätig. In der Sowjetzeit lebte und arbeitete er bis zu seinem Lebensende in Riga als Künstler und Dekorateur.